# (21497) Alicehine
(21497) Alicehine est un astéroïde de la ceinture principale.

## Description
(21497) Alicehine est un astéroïde de la ceinture principale. Il fut découvert le 1er mai 1998 à la station Anderson Mesa par le programme LONEOS. Il présente une orbite caractérisée par un demi-grand axe de 2,24 UA, une excentricité de 0,07 et une inclinaison de 6,3° par rapport à l'écliptique.

## Compléments